# Luddesdown
Luddesdown – wieś w Anglii, w hrabstwie Kent, w dystrykcie Gravesham. Leży 15 km na północny zachód od miasta Maidstone i 40 km na wschód od centrum Londynu.